# Henk Steenbeek
Hendrik (Henk) Willem Steenbeek (Kampen, 17 oktober 1915 - aldaar, 12 januari 1989) was een Nederlandse verzetsstrijder. Hij was lid van de knokploeg van Marinus Post.

## Levensloop
Steenbeek groeide op in een links milieu. Ten tijde van de Duitse inval in Nederland in mei 1940 werkte hij voor Hoogovens in IJmuiden. Hij kreeg in 1942 een oproep voor de arbeitseinsatz in Duitsland, maar werd wegens een zwakke rug afgekeurd. Voor de zekerheid dook hij toch onder, eerst in Nijmegen en later in de Noordoostpolder. Terug in Kampen kwam hij Marinus Post tegen die hij vaag kende. Beide mannen waren fel anti-Duits en konden het goed met elkaar vinden. Zij staken samen een treinwagon in de fik die de Duitsers gebruikten voor goederentransporten naar Duitsland.
Intussen had Steenbeek werk gevonden op het plaatselijke distributiekantoor. Hij drukte veel bon- en stamkaarten achterover voor onderduikers die hij met name kende uit zijn periode toen hij ondergedoken zat in de Noordoostpolder. Na verloop van tijd begonnen zijn activiteiten op te vallen. Steenbeek dook opnieuw onder. Eind 1943 liep hij in Leiden opnieuw Marinus Post tegen het lijf, die na een overval op zijn boerderij ook was gevlucht. Hij was samen met zijn broer Johannes neergestreken bij Henk, weer een andere broer die predikant was van de plaatselijke Gereformeerde Kerk in Rijnsburg. Marinus Post vroeg Steenbeek voor de knokploeg die hij had gevormd.
In het voorjaar van 1944 nam Steenbeek deel aan overvallen op distributiekantoren in Maassluis en Katwijk. Hij was eigenhandig verantwoordelijk voor de liquidatie van een zekere L., een jongeman uit Limburg, die verschillende adressen waar hij ondergedoken had gezeten had doorgespeeld aan de Duitsers. In juli 1944 deed Steenbeek mee aan de mislukte overval op het Huis van Bewaring in Amsterdam. Hij wist te ontkomen, in tegenstelling tot verschillende anderen. Een man werd direct gedood. Veertien anderen werden gepakt en kort daarna gefusilleerd. Onder hen waren Johannes Post, en Frits Smit en Arie Stramrood, twee andere leden van de KP-Marinus Post.
Steenbeek pakte in de periode daarna het verzetswerk snel weer op. Hij was betrokken bij een overval op het distributiekantoor in Dedemsvaart. Hij liet daarbij wel zijn pistool liggen. Dat werd later door Atie Visser, de koerierster van de knokploeg, opgehaald. Post zelf had in oktober 1944 zijn werkterrein naar Amsterdam verlegd. Henk Steenbeek en Herman Lugthart, die op dat moment in Leiden verbleven, kregen het verzoek naar de hoofdstad af te reizen om te helpen bij de liquidatie van Rudolf Pollak. Pollak was een Tsjechische jood die voor de Sicherheitsdienst werkte. Er werd een afspraak met Pollak gemaakt op 23 oktober 1944. Net op het moment dat hij aanklopte stopte er ook een wagen met Duitse soldaten voor de deur. De stop was echter puur toeval en had niets te maken met het bezoek van Pollak. Post sloeg echter alarm. Lugthart en Steenbeek gingen op de vlucht en raakten in een vuurgevecht verwikkeld met een Duitse soldaat die in de buurt woonde. Op dat moment waren de Duitsers wel gealarmeerd. Post kon niet meer wegkomen en verborg zich in een schuurtje, waar de Duitsers hem slapend aantroffen. Hij werd een maand later doodgeschoten.
Lugthart en Steenbeek voegden zich terug in Leiden bij de verzetsgroep van Dick Spoor. Zij pleegden onder andere overvallen op PTT-geldtransporten. Direct na de oorlog was Steenbeek directeur van de gevangenis van Kampen. Later werkte hij als belastingambtenaar.